# Babakina anadoni
Babakina anadoni is een slakkensoort uit de familie van de Babakinidae. De wetenschappelijke naam van de soort is voor het eerst geldig gepubliceerd in 1979 door Ortea.